# Дідівщинська волость
Дідівщинська волость — історична адміністративно-територіальна одиниця Сквирського повіту Київської губернії з центром у селі Дідівщина.
Станом на 1886 рік складалася з 3 поселень, 3 сільських громад. Населення — 4088 осіб (2153 чоловічої статі та 1935 — жіночої), 398 дворових господарств.
Наприкінці 1880-х років волость було ліквідовано, територію та поселення приєднано до Лучинської волості.
|                     | Площа, десятин | У тому числі орної, дес. |
| ------------------- | -------------- | ------------------------ |
| Сільських громад    | 3065           | 2632                     |
| Приватної власності | 4413           | 2345                     |
| Іншої власності     | 123            | 102                      |
| Загалом             | 7601           | 5079                     |

Поселення волості:
- Дідівщина — колишнє власницьке село при річках Ірпінь і Жарка за 56 верст від повітового міста, 1405 осіб, 142 двори, православна церква, костел, католицька каплиця, школа, лікарня, 2 постоялий будинок, 2 водяних млини, бурякоцукровий завод.
- Великі Гуляки — колишнє власницьке село при річці Жарка, 1645 осіб, 171 дворів, православна церква, школа, 2 постоялих будинки, 2 лавки, 2 водяних млини.
- Томашівка — колишнє власницьке село при річці Ірпінь, 702 особи, 85 дворів, школа, постоялий будинок, лавка, 4 водяних млини.